# Ce monde ne m'aura pas
À découper suivant les pointillés
Ce monde ne m'aura pas (Questo mondo non mi renderà cattivo) est une série d'animation italienne, écrite et réalisée par Zerocalcare diffusée en 2023 sur Netflix.
Il s'agit de la suite de la série À découper suivant les pointillés (2021).

## Synopsis
L'histoire tourne autour de l'ouverture d'un centre d'accueil dans un quartier de l'Est de Rome, qui crée de fortes tensions entre nazis et antifascistes, dont Zero.
Pendant ce temps, un vieil ami revient dans le quartier après plusieurs années d'absence et a du mal à reconnaître le monde dans lequel il a grandi. Zero aimerait faire quelque chose pour lui, mais se rend compte qu'il ne peut pas l'aider à se sentir à nouveau chez lui.

## Distribution
- Zerocalcare, doublé par lui-même.
- Armadillo, doublé par Valerio Mastandrea.
- Secco, doublé par Zerocalcare dans l'histoire du passé et par Paolo Vivio dans le présent.
- Sarah, doublée par Zerocalcare dans l'histoire du passé et par Chiara Gioncardi dans le présent.
- Cesare, doublé par Zerocalcare.
- Mama Lady-Cocca, doublé par Zerocalcare.
- Amica Pterodattilo, doublé par Zerocalcare dans l'histoire du passé et par Ughetta d'Onorascenzo dans le présent.
- Détective Digos, doublé par Silvio Orlando.
- Agent Tonelli, doublé par Gianluca Cortesi.
- Agent Falvetta, doublé par Gianluca Crisafi.
- Agent De Niro, doublé par Michele Foschini.
- Amira, doublée par Zerocalcare dans l'histoire du passé et par Sara Labidi dans le présent.
- Sanglier, doublé par Zerocalcare.
- Ami Teiera, doublé par Zerocalcare.
- Maddalena, doublé par Zerocalcare.
- Greta Boffelli, doublé par Zerocalcare.
- Mauro Coccodrello, doublé par Zerocalcare.
- Ludovico, doublé par Zerocalcare.
- Nazi, doublé par Zerocalcare dans l'histoire du passé et par Stefano Thermes dans le présent.
- Avocat, doublé par Graziella Polesinanti.

## Bande originale
La bande originale est composée par Giancane (it) et est rassemblée dans l'album Sei in un Paese meraviglioso. D'autres chansons choisies par Zerocalcare forment également la bande son, parmi lesquelles des chansons de The Clash, Counting Crows, The Cure, California Calling, Moderat, Oasis, Luca Trucillo, Chumbawamba, Bruce Maginnis, Stiff Little Fingers, Hanson, Neja, The Connells, Bull Brigade et Fabio Valente, Cigarettes After Sex, Lou Reed, 883, El Santo, Biagio Antonacci, Path, Angelic Upstarts, Ricchi e Poveri, Videoclub, The Strumbellas.

## Sortie
Les six épisodes de la série sont sortis sur Netflix le 9 juin 2023,.

## Accueil
Ce monde ne m'aura pas a été accueilli positivement par les critiques. Antonio Cuomo de Movieplayer attribue à la série 4 étoiles sur 5, louant particulièrement l'animation, le doublage et l'histoire, tandis qu'Emanuele Manta de Coming Soon donne 4,5 étoiles sur 5.